# كانداس سميث
كانداس سميث (بالإنجليزية: Candace Smith)‏ هي عارضة ومتسابقة ملكة الجمال ومحامية وممثلة أمريكية، ولدت في 1 فبراير 1977 في الولايات المتحدة.

## وصلات خارجية
- كانداس سميث على موقع IMDb (الإنجليزية)
- كانداس سميث على موقع قاعدة بيانات الفيلم (الإنجليزية)